# Irena Tomšová
Irena Tomšová (ur. 4 stycznia 1977) – czeska biathlonistka, wicemistrzyni świata juniorów i brązowa medalistka mistrzostw Europy. Pierwszy sukces osiągnęła w 1997 roku, kiedy wywalczyła srebrny medal w biegu drużynowym podczas mistrzostw świata juniorów w Forni Avoltri. W Pucharze Świata zadebiutowała 8 lutego 1996 roku w Ruhpolding, zajmując 53. miejsce w sprincie. Pierwsze punkty wywalczyła 13 grudnia 1998 roku w Hochfilzen, gdzie zajęła 30. miejsce w biegu indywidualnym. W 1996 roku wystąpiła na mistrzostwach świata w Ruhpolding, gdzie zajęła 56. miejsce w sprincie i siódme w sztafecie. Na rozgrywanych rok później mistrzostwach świata w Osrblie zajęła 67. miejsce w sprincie. W tym samym roku wystąpiła na mistrzostwach Europy w Windischgarsten, gdzie zdobyła brązowy medal w sztafecie. Brała też udział w mistrzostwach świata w Kontiolahti w 1999 roku, zajmując 47. miejsce w sprincie. Nigdy nie wystartowała na igrzyskach olimpijskich.

## Osiągnięcia

### Mistrzostwa świata
| Rok  | Miejscowość | Konkurencje | Konkurencje | Konkurencje | Konkurencje | Konkurencje | Konkurencje | Konkurencje |
| Rok  | Miejscowość | IN          | SP          | PU          | MS          | RL          | MR          | SR          |
| ---- | ----------- | ----------- | ----------- | ----------- | ----------- | ----------- | ----------- | ----------- |
| 1996 | Ruhpolding  | –           | 53.         | nd.         | nd.         | 7.          | nd.         | –           |
| 1997 | Osrblie     | –           | 67.         | –           | nd.         | –           | nd.         | –           |
| 1999 | Kontiolahti | –           | 47.         | –           | –           | –           | nd.         | –           |

### Puchar Świata

#### Miejsca w klasyfikacji generalnej
| Sezon     | Miejsce |
| --------- | ------- |
| 1995/1996 | -       |
| 1996/1997 | -       |
| 1997/1998 | -       |
| 1998/1999 | ?       |
| 1999/2000 | -       |

#### Miejsca na podium chronologicznie
Tomšová nigdy nie stanęła na podium zawodów PŚ.